# Parafia św. Wojciecha Biskupa i Męczennika w Kikole
Parafia Świętego Wojciecha Biskupa i Męczennika w Kikole – rzymskokatolicka parafia położona w miejscowości Kikół. Administracyjnie należy do diecezji włocławskiej, do dekanatu lipnowskiego. 
Odpust parafialny odbywa się w uroczystość św. Wojciecha – 23 kwietnia.

## Duszpasterze
- proboszcz: ks. kan. Marek Mrówczyński (od 2009)
- wikariusz: ks. Piotr Kasprzak (od 2022)

## Kościoły
- kościół parafialny: Kościół św. Wojciecha Biskupa i Męczennika w Kikole
- kościół filialny: Kościół Świętych Apostołów Piotra i Pawła w Grodzeniu
- kościół filialny: Kościół Matki Bożej Bolesnej i św. Jana Pawła II w Konotopiu (Sanktuarium Matki Bożej Bolesnej)